# Gustav Friedrich Held
Gustav Friedrich Held (* 29. Mai 1804 in Meuselwitz; † 24. April 1857 in Dresden) war ein deutscher Jurist und Vorsitzender des sächsischen Gesamtministeriums im Jahre 1849.

## Leben
Held studierte in Leipzig Recht und erreichte dort 1828 die Advokatur. Seit 1832 Assessor des Schöffenstuhls zu Leipzig, wurde er 1835 Appellationsrat in Dresden. In der Märzrevolution betätigte er sich im gemäßigten, liberalen Sinne. Nachdem Karl Braun am radikaldemokratischen Landtag gescheitert und zurückgetreten war, wurde er als Verlegenheitskandidat am 24. Februar zum Vorsitzenden des Gesamtministeriums und Staatsminister für Justiz sowie Staatsminister für Kultus und öffentlichen Unterricht ernannt. Seine Regierung zerbrach in den letzten Apriltagen an der Frage der Anerkennung der von der Frankfurter Nationalversammlung ausgearbeiteten Verfassung. Held trat mit seinen Ministerkollegen zurück, als König Friedrich August II. sich weigerte, der Forderung des Landtags zu entsprechen und die Reichsverfassung für Sachsen zu verkünden. Der II. Kammer des Sächsischen Landtags gehörte er 1849/50 als Abgeordneter des 74. Wahlbezirks an. Zuvor war er bereits 1839/40 stellvertretender Abgeordneter des 19. städtischen Wahlkreises gewesen.
Nach dem Dresdner Maiaufstand wurde Held als Geheimer Regierungsrat im Justizministerium verwendet und war mit der Bearbeitung der Zivilgesetzgebung beauftragt. Er bereitete 1852 einen „Entwurf eines bürgerlichen Gesetzbuchs für das Königreich Sachsen“ vor, der dem Landtag erst nach seinem Tod vorgelegt werden konnte und 1866 verabschiedet wurde.
Mit Christian Bernhard von Watzdorf hatte er 1839 die „Jahrbücher für sächsisches Strafrecht“ gegründet, die er ab 1841 mit Gustav Albert Siebdrat und Friedrich von Schwarze unter dem Titel „Neue Jahrbücher für sächsisches Strafrecht“ fortsetzte. Mit Siebdrat zusammen veröffentlichte Held auch das „Kriminalgesetzbuch für das Königreich Sachsen“ nebst Kommentar (Leipz. 1848).
Held ist 1827 in die Freimaurerloge Apollo in Leipzig aufgenommen worden.